# Football aux Jeux de l'Extrême-Orient 1913
L'épreuve de football aux Jeux de l'Extrême-Orient 1913 est la première édition des Jeux de l'Extrême-Orient. Disputée à Manille, aux Philippines, elle oppose les équipes de la Chine et des Philippines. Il s'agit du premier match officiel de la Chine et des Philippines.

## Résultats
| 4 février 1913 | Philippines | 2 - 1 | Chine |  |  |
|                |             | |       |  |  |
|                | Rapport     | |       |  |  |
|                | Équipes     | Archie, Cheung Wing Hon, Pang Kap Yau, Fung Kai Ming , Tong Fuk Cheong, Mok Hing, Tai Cho Man, Leung Wing Tai, Kwok Po Kan, Yip Kwan, Kwok Shui Yan |       |  |  |

## Tableau
| Classement | Equipe      | Pts | J | V | N | D | Bp | Bc | Diff |
| ---------- | ----------- | --- | - | - | - | - | -- | -- | ---- |
| 1          | Philippines | 2   | 1 | 1 | 0 | 0 | 2  | 1  | +1   |
| 2          | Chine       | 0   | 1 | 0 | 0 | 1 | 1  | 2  | -1   |

## Vainqueur
| Vainqueurs Jeux de l'Extrême-Orient 1913 Philippines 1er titre |